# UFC Fight Night: Rozenstruik vs. Gane
UFC Fight Night: Rozenstruik vs. Gane (também conhecido como UFC Fight Night 186 e UFC on ESPN+ 44) foi um evento de MMA produzido pelo Ultimate Fighting Championship em 27 de fevereiro de 2021 no UFC Apex em Las Vegas, Nevada.

## Background
Raphael Assunção era esperado para enfrentar Raoni Barcelos neste evento. Entretanto, Assunção teve que se retirar da luta após testar positivo para COVID-19. Ele foi substituído por Marcelo Rojo.
Uma luta no peso galo feminino entre Marion Reneau e Macy Chiasson originalmente ocorreria no UFC Fight Night: Overeem vs. Volkov, porém Reneau testou positivo para COVID-19, o que fez esse combate ser adiado para este evento. No entanto, Chiasson sofreu uma lesão, o que levou a luta entre elas ser remarcada para o dia 20 de março de 2021, no UFC on ESPN: Brunson vs. Holland.
Hannah Cifers era esperada para enfrentar Emily Whitmire neste evento. Entretanto, Cifers teve que se retirar da luta e foi substituída por Sam Hughes. Entretanto, Whitmire também teve que se retirar do card e a luta foi cancelada.
Um luta no peso galo entre Pedro Munhoz e Jimmie Rivera ocorreu neste evento.

## Bônus da Noite
Os lutadores receberam US$50.000 de bônus:
- Luta da Noite:  Pedro Munhoz vs.  Jimmie Rivera
- Performance da Noite:  Ronnie Lawrence